# فروچاهش

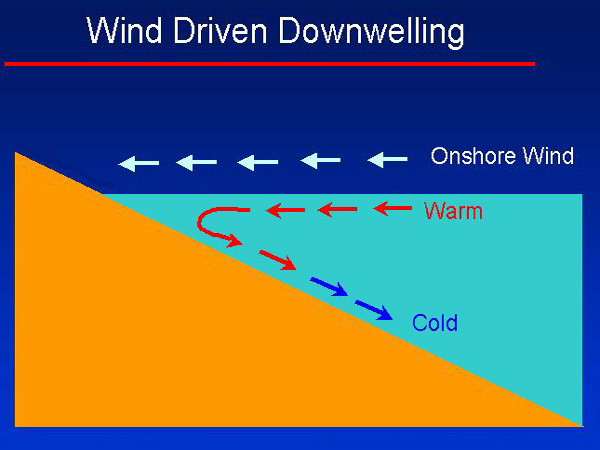
فرایند فروچاهش

فروچاهش (به انگلیسی: Downwelling)، فرایند تجمع و فرورفتن مواد با چگالی بالاتر در زیر مواد با چگالی کمتر است، مانند آب سرد یا شور در زیر آب گرمتر یا شیرین‌تر یا هوای سرد زیر هوای گرم. این اندام در حال غرق شدن یک سلول همرفتی است. فراچاهش فرایند مخالف است و این دو نیرو با هم در اقیانوس‌ها مسئول گردش ترموهالین هستند. فرورفتن لیتوسفر سرد در مناطق فرورانش نمونه دیگری از فرورفتگی در زمین‌ساخت صفحه‌ای است.

فروچاهش در اقیانوس